# 田畑健介
田畑 健介（たばた けんすけ、1921年（大正10年）3月16日 - 1989年（平成元年）7月31日）は、昭和期の地方公務員、政治家。東京都練馬区長。

## 来歴・人物
鹿児島県大島郡名瀬村（現・奄美市）金久出身。兄に民俗学者の田畑英勝。旧制鹿児島県立大島中学校（鹿児島県立大島高等学校の前身）、旧制台北中学校（台北市立建国高級中学の前身）、旧制台北高等学校を経て、1944年東京大学法学部政治学科卒業。学徒出陣、復員後、郷里の奄美で大島郡連合青年団初代会長、大島高等学校教諭、古仁屋警察署署長を務める。
1950年東京都職員。労政課長、企画調整局参事などを経て、1969年主税局査察室長、1971年に練馬区総務部長となる。
区長準公選制の導入を巡る政治的混乱から、1972年前区長片健治の任期満了後も区長が選任されず、1年以上の長期に渡り区長代理となる。社会党、公明党、共産党、民社党の4党および、準公選制をめぐって分裂していた自民党区議団の一部の支持を得て住民投票への立候補を表明し、1973年10月2日付けで退職。しかし対立候補が出なかったため、準公選制の導入初回でありながら無投票となり、区議会での指名、都知事の同意を経て、10月16日付けで区長に選任された。1975年に導入された公選制選挙でも当選し、計4期にわたり区長を務めたが、健康を理由に1987年の区長選挙には不出馬とし引退した。区施設の整備に力を入れ、学校・敬老館・美術館などの建設に力を入れた。
1989年7月31日、肝不全のため68歳で死去。正五位勲三等瑞宝章追贈。2008年練馬区名誉区民に選ばれる。